# ريتشارد جيكيل
ريتشارد جيكيل (بالإنجليزية: Richard Jaeckel)‏ هو ممثل أمريكي، ولد في 10 أكتوبر 1926 بلونغ بيتش في الولايات المتحدة، وتوفي في 14 يونيو 1997 في الولايات المتحدة بسبب ورم ميلانيني.

## أعمال

### أفلام
- (1950) ساحة المعركة
- (1952) عودي يا ليتل شيبا
- (1984) ستارمان
- (1990) ذا دلتا فورس 2

## ترشيحات
- جائزة الأوسكار لأفضل ممثل مساعد (1971)

## وصلات خارجية
- ريتشارد جيكيل على موقع IMDb (الإنجليزية)
- ريتشارد جيكيل على موقع ألو سيني (الفرنسية)
- ريتشارد جيكيل على موقع أول موفي (الإنجليزية)
- ريتشارد جيكيل على موقع قاعدة بيانات الأفلام السويدية (السويدية)
- ريتشارد جيكيل على موقع إن إن دي بي (الإنجليزية)
- ريتشارد جيكيل على موقع قاعدة بيانات الفيلم (الإنجليزية)
- ريتشارد جيكيل على موقع كينوبويسك (الروسية)